# Trofeo Santiago Bernabéu 2010
Fue la XXXII edición del Trofeo Santiago Bernabéu, torneo organizado por el Real Madrid y disputado en el Santiago Bernabéu contra Peñarol. El partido se jugó el 24 de agosto de 2010. El partido finalizó 2-0, acabando la pretemporada invicto el Real Madrid.

## El partido
| 1          | POR        | Iker Casillas     |     |
| 10         | DEF        | Lassana Diarra    | 46' |
| 4          | DEF        | Sergio Ramos      |     |
| 2          | DEF        | Ricardo Carvalho  | 75' |
| 12         | DEF        | Marcelo           | 71' |
| 24         | MED        | Sami Khedira      | 46' |
| 14         | MED        | Xabi Alonso       |     |
| 23         | MED        | Mesut Özil        | 46' |
| 16         | MED        | Sergio Canales    | 59' |
| 7          | MED        | Cristiano Ronaldo | 81' |
| 20         | DEL        | Gonzalo Higuaín   | 46' |
| Entrenador | Entrenador | José Mourinho     |     |

| 1          | POR        | Sebastián Sosa        |     |
| 13         | DEF        | Matías Aguirregaray   |     |
| 3          | DEF        | Gerardo Alcoba        |     |
| 6          | DEF        | Guillermo Rodríguez   |     |
| 24         | DEF        | Emiliano Albín        |     |
| 18         | MED        | Marcelo Sosa          |     |
| 25         | MED        | Nicolás Domingo       | 71' |
| 5          | MED        | Egidio Arévalo Ríos   |     |
| 8          | MED        | Antonio Pacheco       |     |
| 10         | DEL        | Alejandro Martinuccio | 86' |
| 11         | DEL        | Fabián Estoyanoff     | 79' |
| Entrenador | Entrenador | Manuel Keosseian      |     |

| 17 | DEF | Álvaro Arbeloa       | 46'     |
| 21 | MED | Pedro León           | 46'     |
| 5  | MED | Fernando Gago        | 46' 55' |
| 9  | DEL | Karim Benzema        | 46'     |
| 22 | MED | Ángel Di María       | 55'     |
| 11 | MED | Esteban Granero      | 59'     |
| 27 | MED | Juanfran             | 71'     |
| 15 | MED | Mateos               | 75'     |
| 23 | DEL | Rafael van der Vaart | 81'     |

| 15 | MED | Mathías Corujo | 71' |
| 7  | MED | Heber Collazo  | 79' |
| 9  | MED | Diego Alonso   | 86' |

| Anotado         | 68' | Ángel Di María       | 1-0 |
| Anotado · Penal | 90' | Rafael van der Vaart | 2-0 |

| Amonestado | 33' | Ricardo Carvalho |
| Amonestado | 52' | Pedro León       |

| Árbitro             | Rafael Ramírez      |
| Árbitros asistentes | José Caballero      |
| Árbitros asistentes | Alfonso Hernández   |
| Cuarto árbitro      | Miguél Sánchez-Seco |

| 1          | POR        | Iker Casillas     |     |
| 10         | DEF        | Lassana Diarra    | 46' |
| 4          | DEF        | Sergio Ramos      |     |
| 2          | DEF        | Ricardo Carvalho  | 75' |
| 12         | DEF        | Marcelo           | 71' |
| 24         | MED        | Sami Khedira      | 46' |
| 14         | MED        | Xabi Alonso       |     |
| 23         | MED        | Mesut Özil        | 46' |
| 16         | MED        | Sergio Canales    | 59' |
| 7          | MED        | Cristiano Ronaldo | 81' |
| 20         | DEL        | Gonzalo Higuaín   | 46' |
| Entrenador | Entrenador | José Mourinho     |     |

| 1          | POR        | Sebastián Sosa        |     |
| 13         | DEF        | Matías Aguirregaray   |     |
| 3          | DEF        | Gerardo Alcoba        |     |
| 6          | DEF        | Guillermo Rodríguez   |     |
| 24         | DEF        | Emiliano Albín        |     |
| 18         | MED        | Marcelo Sosa          |     |
| 25         | MED        | Nicolás Domingo       | 71' |
| 5          | MED        | Egidio Arévalo Ríos   |     |
| 8          | MED        | Antonio Pacheco       |     |
| 10         | DEL        | Alejandro Martinuccio | 86' |
| 11         | DEL        | Fabián Estoyanoff     | 79' |
| Entrenador | Entrenador | Manuel Keosseian      |     |

| 17 | DEF | Álvaro Arbeloa       | 46'     |
| 21 | MED | Pedro León           | 46'     |
| 5  | MED | Fernando Gago        | 46' 55' |
| 9  | DEL | Karim Benzema        | 46'     |
| 22 | MED | Ángel Di María       | 55'     |
| 11 | MED | Esteban Granero      | 59'     |
| 27 | MED | Juanfran             | 71'     |
| 15 | MED | Mateos               | 75'     |
| 23 | DEL | Rafael van der Vaart | 81'     |

| 15 | MED | Mathías Corujo | 71' |
| 7  | MED | Heber Collazo  | 79' |
| 9  | MED | Diego Alonso   | 86' |

| Anotado         | 68' | Ángel Di María       | 1-0 |
| Anotado · Penal | 90' | Rafael van der Vaart | 2-0 |

| Amonestado | 33' | Ricardo Carvalho |
| Amonestado | 52' | Pedro León       |

| Árbitro             | Rafael Ramírez      |
| Árbitros asistentes | José Caballero      |
| Árbitros asistentes | Alfonso Hernández   |
| Cuarto árbitro      | Miguél Sánchez-Seco |